# Stefan Schuster
Stefan Schuster (Meißen, 1961. november 7. –) német tudós. A berlini Humboldt Egyetemen tanult biofizikát 1981 és 1986 között. A doktori értekezését (PhD) ugyanazon az egyetemen védte meg 1988-ban. Posztdoktorként kutatási munkáját Berlinben, Bordeaux-ban , Amszterdamban és Mariborban folytatta. 2003-tól vezeti a Bioinformatikai Tanszéket a jénai Friedrich Schiller Egyetemen. Kutatási témái főleg az elméleti biológia tárgykörébe tartoznak:
- Enzimrendszerek hálózati analízise[1][2]

Egy előző módszer alapján  kifejlesztette az elementáris módok módszerét, amita biotechnológiában sokféleképpen alkalmaznak.
- Evolúciós játékelmélet, pl. mikrobákra való alkalmazása[4]

Sebastian Bonhoeffer-rel és Thomas Pfeiffer-rel együtt úttörő munkát végzettezen elmélet felhasználását tekintve a biokémiában.
- Metabolikus kontroll analízise[6][7]
- Biológiai oszcillációk[8][9]

## Fontosabb munkái
Schuster, S., Dandekar, T., Fell, D.A. (1999): Detection of elementary flux modes in biochemical networks: A promising tool for pathway analysis and metabolic engineering. Trends in Biotechnology 17(2), pp. 53–60.
Pfeiffer, T., Sánchez-Valdenebro, I., Nuño, J.C., Montero, F., Schuster, S. (1999): METATOOL: For studying metabolic networks. Bioinformatics 15(3), pp. 251–257.
Schuster, S., Fell, D.A., Dandekar, T. (2000): A general definition of metabolic pathways useful for systematic organization and analysis of complex metabolic networks. Nature Biotechnology 18(3), pp. 326–332.
Pfeiffer, T., Schuster, S., Bonhoeffer, S. (2001): Cooperation and competition in the evolution of ATP-producing pathways. Science 292(5516), pp. 504–507.
Schuster, S., Pfeiffer, T., Moldenhauer, F., Koch, I., Dandekar, T. (2002): Exploring the pathway structure of metabolism: Decomposition into subnetworks and application to Mycoplasma pneumoniae. Bioinformatics 18(2), pp. 351–361